# 伊藤実
伊藤 実（、1928年〈昭和3年〉3月13日 - ）は、日本の俳優である。

## 人物
1928年（昭和3年）3月13日、千葉県に生まれる。
1952年（昭和27年）、東宝と専属契約を結び、1954年（昭和29年）公開の黒澤明監督映画『七人の侍』で映画デビュー。以降、サラリーマンものや特撮映画、時代劇など、ジャンルを問わず数多くの作品に出演した。彫りが深く、眉の濃い顔立ちが特徴。
特撮映画では、軍人役や警官役、記者役が多かった。

## 主な出演作品

### 映画
- さらばラバウル（1954年 本多猪四郎監督）：補充要員の特攻隊員
- 七人の侍（1954年 黒澤明監督）：野武士
- 透明人間（1954年 小田基義監督）：透明人間を轢いた男[5]
- あすなろ物語（1955年 堀川弘通監督）：幸枝を誘いに来る男
- 地球防衛軍（1957年 本多猪四郎監督）：記者[要出典]
- 嵐の中の男（1957年 谷口千吉監督）：警官
- 最後の脱走（1957年 谷口千吉監督）：匪賊
- 変身人間シリーズ
  - 美女と液体人間（1958年 本多猪四郎監督）：記者[6]
  - 電送人間（1960年 福田純監督）：スリラーショーのお化け役者[1]
  - ガス人間㐧1号（1960年 本多猪四郎監督）：記者[1][7]
- 密告者は誰か（1958年 熊谷久虎監督）：記者
- 隠し砦の三悪人（1958年 黒澤明監督）：山名の雑兵
- 戦国群盗伝 (1959年)
- 暗黒街の顔役（1959年 岡本喜八監督）：ランデブーのダンスフロアの客
- 潜水艦イ-57降伏せず（1959年 松林宗恵監督）：イ-57乗組員[要出典]
- 娘・妻・母（1960年）：食堂の客
- モスラ（1961年 本多猪四郎監督）：自衛官[1][注釈 1]
- 世界大戦争（1961年 松林宗恵監督）：観測員[要出典]
- 暗黒街撃滅命令（1961年 福田純監督）：警官
- 黒い画集 第二話 寒流（1961年 鈴木英夫監督）：比良野の得意先
- どぶろくの辰（1962年 稲垣浩監督）：監視人
- 椿三十郎（1962年 黒澤明監督）：大目付配下の武士
- 妖星ゴラス（1962年 本多猪四郎監督）：鳳号乗組員[要出典]
- クレージー映画
  - ニッポン無責任時代（1962年 古澤憲吾監督）：警官
  - ホラ吹き太閤記（1964年 古澤憲吾監督）：毛利新助
  - 日本一のゴリガン男（1966年 古澤憲吾監督）：統南商事社員
  - 日本一の裏切り男（1968年 須川栄三監督）：飛行場の警官
  - クレージーの殴り込み清水港（1970年 坪島孝監督）：次郎長の子分
- ゴジラシリーズ（本多猪四郎監督）
  - キングコング対ゴジラ（1962年）：白いベレー帽の記者[2]
  - モスラ対ゴジラ（1964年）：原住民[要出典]
  - 三大怪獣 地球最大の決戦（1964年）：東洋放送社員[1][2]
  - 怪獣大戦争（1965年）：科学記者[8][1][4][2]
  - ゴジラ・エビラ・モスラ 南海の大決闘（1966年）：ラリーダンスの客[2]
  - 怪獣総進撃（1968年）：工藤実[3][4][2]
- 天国と地獄（1963年 黒澤明監督）：刑事
- 海底軍艦（1963年 本多猪四郎監督）：留置所の警官、轟天建武隊軍曹、ムウ帝国人[要出典]
- ああ爆弾（1964年 岡本喜八監督）：銀行員[注釈 2]
- 宇宙大怪獣ドゴラ（1964年）：火力発電所所員、防衛隊員[要出典]
- フランケンシュタイン対地底怪獣（1965年 本多猪四郎監督）：病院職員[要出典]
- 侍（1965年 岡本喜八監督）：浪士
- 戦場にながれる歌（1965年 松山善三監督）：正規兵
- けものみち（1965年 須川栄三監督）：刑事
- クレージー作戦シリーズ
  - 大冒険（1965年 古澤憲吾監督）：ナチス偽札偽造団隊員[要出典]
  - クレージーだよ 奇想天外（1966年 坪島孝監督）：大聖グループ重役
  - クレージーだよ天下無敵（1967年 坪島孝監督）：神武の手下
  - クレージーの怪盗ジバコ（1967年 坪島孝監督）：ジバコ特捜班刑事
  - クレージーのぶちゃむくれ大発見（1969年 古澤憲吾監督）：警官
  - クレージーの大爆発（1969年 古澤憲吾監督）：警官
- 100発100中（1965年 福田純監督）：青沼興業の子分
  - 100発100中 黄金の眼（1968年 福田純監督）：部下
- フランケンシュタインの怪獣 サンダ対ガイラ（1966年 本多猪四郎監督）：記者3[9]
- キングコングの逆襲（1967年）：フーの手下[要出典]
- 斬る (1968年)
- 奇々怪々 俺は誰だ?!（1969年 坪島孝監督）：牛印乳業社員
- 水戸黄門漫遊記（1969年 千葉泰樹監督）：黒川の腹心
- 栄光への反逆（1970年 中平康監督）：トレーナー
- 激動の昭和史 沖縄決戦（1971年 岡本喜八監督）：バックナーを狙撃する兵[要出典]

### テレビドラマ
- ウルトラシリーズ
  - ウルトラQ（1966年）
    - 第14話「東京氷河期」：羽田空港管制官
    - 第15話「カネゴンの繭」：銀行員[注釈 3]
    - 第27話「206便消滅す」：羽田空港管制官

  - ウルトラマン
    - 第30話「まぼろしの雪山」（1967年）：飯田山猟師
    - 第32話「果てしなき逆襲」（1967年）：宮の森土地開発現場主任

  - ウルトラセブン
    - 第7話「宇宙囚人303」（1967年）：ハンター木村
    - 第31話「悪魔の住む花」（1968年）：高田医師（東西病院）

  - 帰ってきたウルトラマン 第4話「必殺! 流星キック」（1971年）：国連病院付近の警察官
- 青春とはなんだ 第32話「エレキで助けろ」（1966年）：金高組弟分
- 昔三九郎 第1話「お命頂戴仕る」（1968年）
- 兄貴の恋人 第2話（1970年）
- ザ・ハングマン 第51話（最終話）「死人たちは二度死なない」（1981年）
- 特捜最前線
  - 第239話「神代警視正の犯罪!」（1981年）
  - 第254話「海に消えた殺人婦警!」（1982年）
  - 第272話「狙われた乗客!」（1982年）